# Pełcznica (Świebodzice)
Pełcznica (niem. Polsnitz) – część miasta Świebodzice.
Włączona w granice miasta w 1954 roku, wcześniej samodzielna wieś. W latach 1945–1954 siedziba gminy Pełcznica.

## Nazwa
Według niemieckiego geografa oraz językoznawcy Heinricha Adamy’ego pierwotna nazwa miejscowości jest patronimiczną nazwą pochodzącą od imienia męskiego Paweł, którego posiadacz był zasadźcą, właścicielem lub patronem miejscowości. W swoim dziele o nazwach miejscowych na Śląsku wydanym w 1888 roku we Wrocławiu wymienia on nazwę miejscowości w staropolskim brzmieniu Polsnica podając jej znaczenie „Dorf des St. Paulus”, czyli po polsku „Wieś św. Pawła”.
Miejscowość została wymieniona w staropolskiej, zlatynizowanej formie Polsnice w łacińskim dokumencie wydanym 12 sierpnia 1201 roku przez kancelarię papieża Innocentego III wydanym w Segni. Nazwa została później przez Niemców zgermanizowana na Polsnitz.
Po II wojnie światowej polska administracja wprowadziła nazwę Pełcznica, która nie ma związku z pierwszym znaczeniem.

## Położenie
Dzielnica położona jest w malowniczej kotlinie i wciska się pomiędzy garby Pogórza Świebodzickiego. Otoczona licznymi zalesionymi wzgórzami leży na wysokości około 330 m n.p.m. Stanowi doskonałą bazę wypadową do Książa i do zamku Cisy. Nieopodal ulicy Moniuszki rośnie najstarszy cis w Sudetach – cis Bolko.
Przez Pełcznicę przepływa rzeka o tej samej nazwie, wywołująca częste powodzie, z których największe miały miejsce w roku 1997 i 2002.
Dzielnica jest silnie uprzemysłowiona; znajduje się tutaj szereg zakładów, m.in. Termet, GEA Klimator.

## Osiedla
W skład Pełcznicy wchodzą osiedla: Wilcza Góra, Osiedle WSK, Osiedle Zamkowa oraz Zimny Dwór. Z wyżej położonych części dzielnicy widać Zamek Książ.

## Zabytki
Do wojewódzkiego rejestru zabytków wpisany jest:
- kościół pw. św. Anny, ruiny, prawdopodobnie z przełomu XII i XIII w., ze stylu romańskiego na gotyk przebudowany na przełomie XIV-XV w., najstarsza budowla sakralna na terenie Świebodzic, ul. Mikulicza

inne zabytki:
- dom – willa Jana Mikulicza-Radeckiego; w 1895 roku J. Mikulicz-Radecki zakupił willę w Pełcznicy koło Świebodzic.